# GNNS-Testfeld Osterhofen
Das GNSS-Testfeld Osterhofen dient der Überprüfung von GNSS-Empfängern für Vermessungsarbeiten. Es befindet sich in Osterhofen, einem Wohnplatz der Stadt Bad Waldsee im Landkreis Ravensburg in Baden-Württemberg
Das Testfeld ermöglicht Vermessungs- und Flurbereinigungsbehörden, öffentlich bestellten Vermessungsingenieuren sowie Ingenieurbüros, die Genauigkeit ihrer Messgeräte unter realen Bedingungen zu testen. Es ist eines von acht GNNS-Testfeldern in Baden-Württemberg und wird vom Landesamt für Geoinformation und Landentwicklung Baden-Württemberg (LGL) betrieben.

## Lage
Das Testfeld befindet sich von Osterhofen kommend an der Seitenstraße zu Mauchenmühle, auf Höhe des St. Magnushofs.

## Funktion und Zweck
Die Vorschrift für Liegenschaftsvermessungen fordert, dass GNNS-Geräte mindestens einmal pro Jahr auf die Genauigkeit geprüft werden müssen.

### Genauigkeitsüberprüfung
- Das Testfeld ermöglicht den Vergleich der Messwerte von GNSS-Empfängern mit hochpräzisen Sollwerten des LGL in Lage und Höhe.
- Dies dient dem Nachweis der Einhaltung der Genauigkeitsanforderungen für Liegenschaftsvermessungen.

### Systemüberprüfung
- Es erlaubt die Überprüfung des gesamten Messsystems, einschließlich Empfänger, Lotstab und Software.
- Dies stellt sicher, dass die Geräte korrekt bedient und konfiguriert sind.

### SAPOS-Nutzung
- Bei Liegenschaftsvermessungen ist die Nutzung des Satellitenpositionierungsdienstes SAPOS vorgeschrieben.
- Das Testfeld unterstützt die Überprüfung der korrekten Funktion von SAPOS-HEPS für Echtzeitmessungen und SAPOS-GPPS-PrO für statische Messungen.

## Maximal erlaubte Abweichung für SAPOS
Um die Genauigkeit einer GNSS-Ausrüstung im Zusammenhang mit dem Satellitenpositionierungsdienst SAPOS® zu überprüfen, müssen bestimmte maximale Abweichungen eingehalten werden. Diese Abweichungen variieren je nachdem, ob eine SAPOS®-RTK-Ausrüstung oder eine RTK-Ausrüstung mit eigener Referenzstation verwendet wird.

### Für SAPOS-RTK-Ausrüstungen gelten folgende maximale Abweichungen

#### Lage (E, N)
- Die maximale Abweichung in der Lage (FL) beträgt 0,020 Meter.
- Die maximale Standardabweichung in der Lage (SL) beträgt 0,015 Meter.

#### Höhe (ellipsoidisch)
- Die maximale Abweichung in der Höhe (Fh) beträgt 0,040 Meter.
- Die maximale Standardabweichung in der Höhe (Sh) beträgt 0,030 Meter.

### Für RTK-Ausrüstungen mit eigener Referenzstation gelten strengere Anforderungen

#### Lage (E, N)
- Die maximale Abweichung in der Lage (FL) beträgt 0,015 Meter.
- Die maximale Standardabweichung in der Lage (SL) beträgt 0,010 Meter.

#### Höhe (ellipsoidisch)
- Die maximale Abweichung in der Höhe (Fh) beträgt 0,030 Meter.
- Die maximale Standardabweichung in der Höhe (Sh) beträgt 0,020 Meter.

## Aufbau des Testpunkte
Das Testfeld besteht aus vier fest im Erdreich verankerten und mit Schutzhüllen versehenen Messpunkten (P1-P4), wobei P1-P3 für Testmessungen und P4 für eine optionale Referenzstation vorgesehen sind.

## Testpunkte
Die offiziellen Koordinaten werden in einer UTM-Form angegeben, deren Darstellung ungewohnt sein kann. Um diese in eine gängigere Form zu überführen, fügt man nach der Zahl „32“ ein „T“ für die UTM-Zone ein. Die Werte der ersten Spalte erhalten ein vorangestelltes „E:“ (für Easting) und die Werte der zweiten Spalte ein vorangestelltes „N:“ (für Northing). So wird beispielsweise die Koordinate 32561473,331 / 5310312,813 zu 32T E: 561473,331 N: 5310312,813.
| Testfeld- punkt | ETRS89/UTM   | ETRS89/UTM  | ellips. Höhe [m] | NHN-Höhe [m] |  |
| Testfeld- punkt | E            | N           | ellips. Höhe [m] | NHN-Höhe [m] |  |
| --------------- | ------------ | ----------- | ---------------- | ------------ |  |
| P1              | 32561473,331 | 5310312,813 | 664,032          | 617,021      |  |
| P2              | 32561435,745 | 5310207,106 | 663,051          | 616,041      |  |
| P3              | 32561535,181 | 5310290,344 | 667,159          | 620,149      |  |
| P4              | 32561465,309 | 5310317,877 | 663,393          | 616,383      |  |

Messpunkt P4 ist wie bei allen GNNS-Testfeldern in Baden-Württemberg nur für eine eigene Referenzstation.

### Lage der Testpunkte

#### Ausgangspunkt
Die Abzweigung zum St. Magnushof auf der Straße Richtung Mauchenmühle.

#### P1

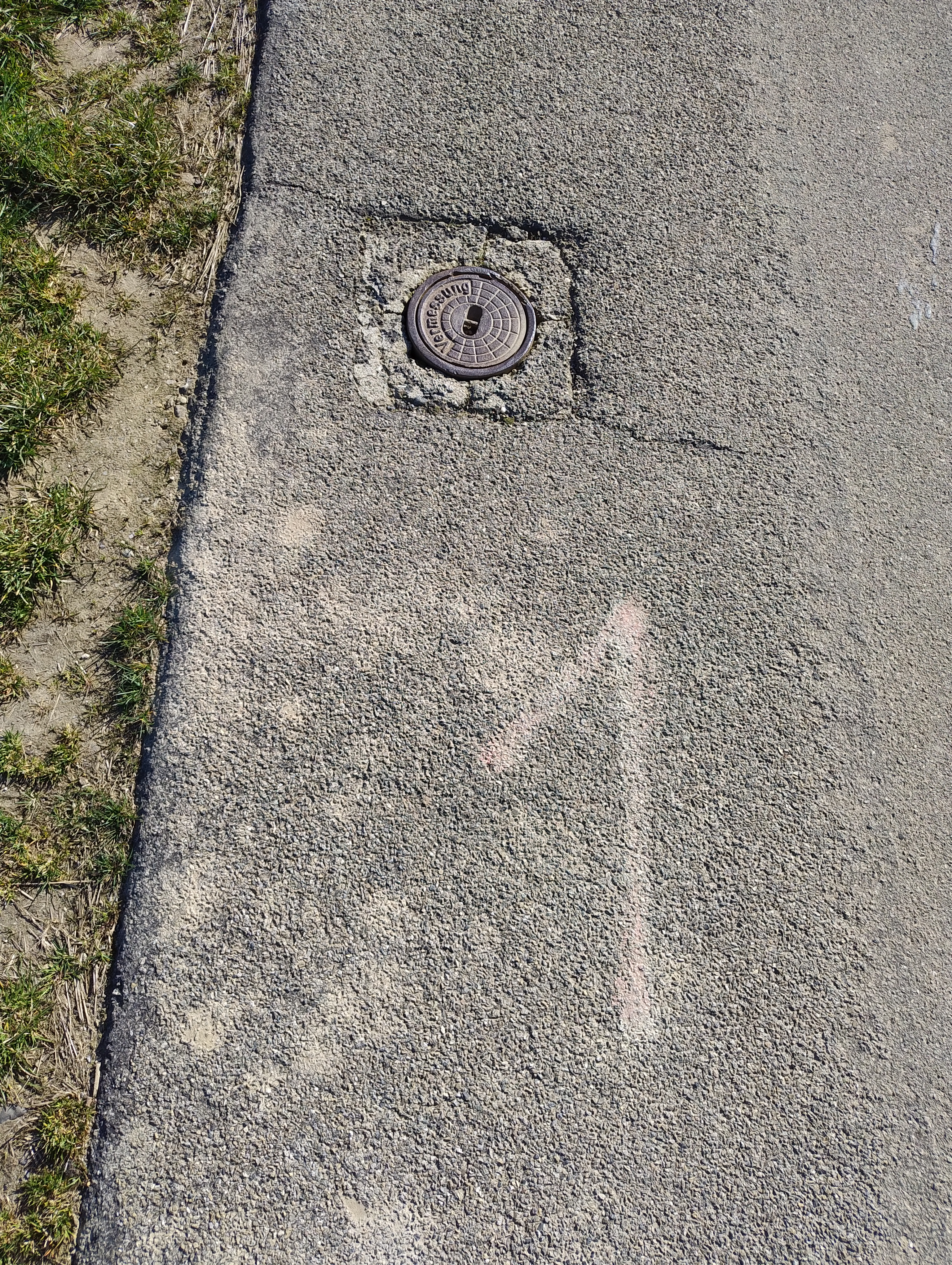
P1

Direkt am asphaltierten Weg, der von der Abzweigung Richtung Mauchenmühle führt, auf Höhe des ersten Feldwegs, der rechts abzweigt.

#### P2
133 Meter in Richtung Mauchenmühle bzw. 114 Meter hinter P1, auf Höhe des ersten Feldwegs, der links abzweigt.

#### P3
7 Meter vom Punkt P2 entfernt, auf dem Feldweg in westlicher Richtung.

#### P4

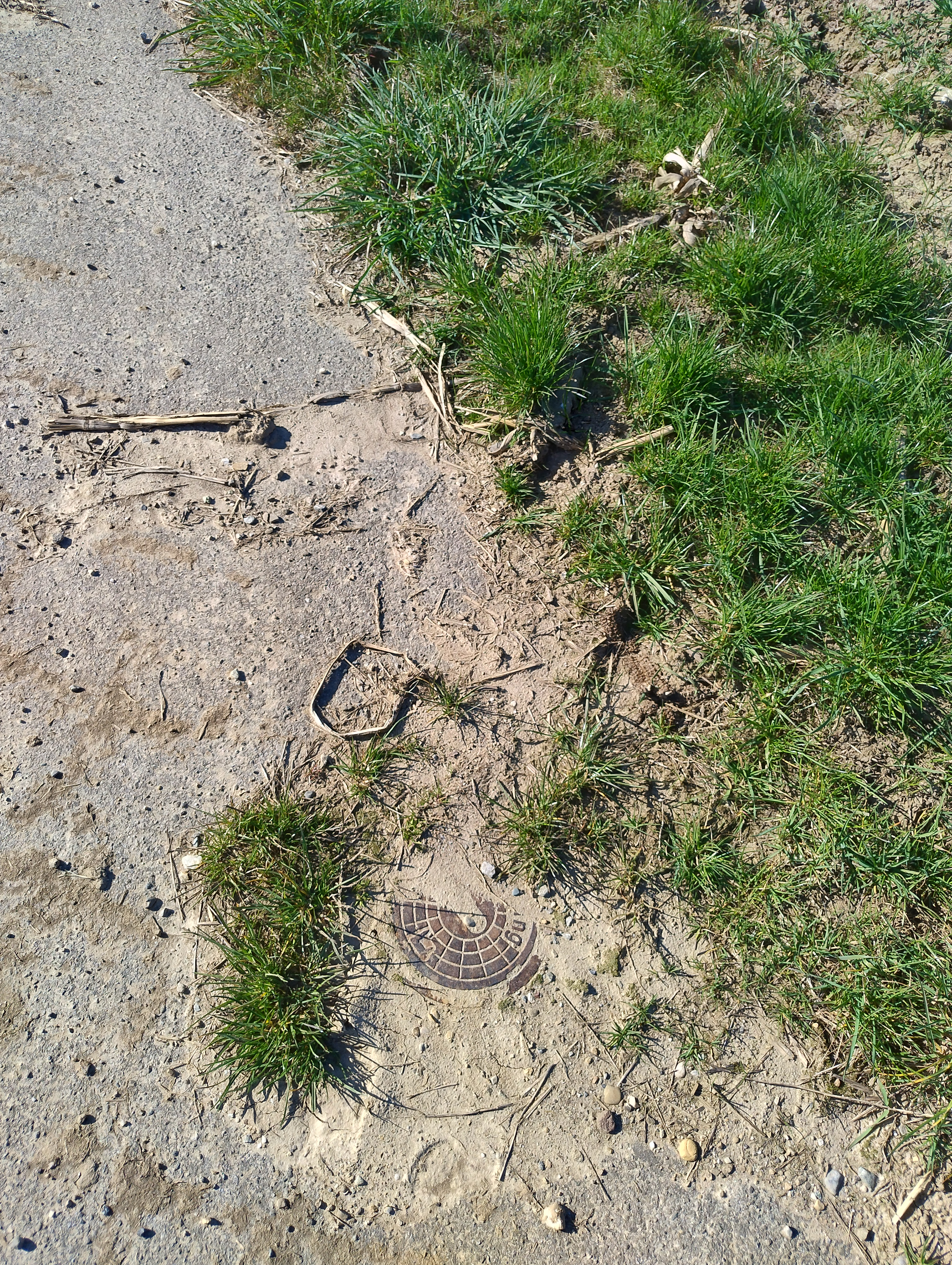
P4

147 Meter vom Ausgangspunkt entfernt, am Weg zum St. Magnus Hof. Zusätzliche Informationen: Die Messpunkte sind fest im Erdreich in Beton verankert und mit einer Schutzhülle versehen.

## Anzahl der Testmessungen
Bei der Durchführung der Überprüfung von GNSS-Ausrüstungen auf dem GNSS-Testfeld Osterhofen ist es erforderlich, an jedem der drei Testpunkte (P1, P2 und P3) jeweils zehn Messungen vorzunehmen und diese detailliert zu dokumentieren. Diese Vorgehensweise gewährleistet eine statistisch signifikante Datengrundlage, um die Genauigkeit und Zuverlässigkeit der verwendeten GNSS-Empfänger unter realen Bedingungen zu bewerten.

## Genauigkeit
Um sicherzustellen, dass sich die Testpunkte an ihrer exakten Position befinden, werden die GNSS-Testfelder durch das Referat 51 des Landesamts für Geoinformation und Landentwicklung Baden-Württemberg (LGL) betrieben und regelmäßig überprüft. Dies geschieht durch Wiederholungsmessungen (alle drei bis fünf Jahre oder bei Hinweisen auf Veränderungen) sowie jährliche visuelle Kontrollen vor Ort, bei denen das LGL auf Setzungen und Beschädigungen achtet. Darüber hinaus erfolgt eine kontinuierliche Überwachung durch die Analyse der vorliegenden Messdaten.